# Roeboides sazimai
Roeboides sazimai är en fiskart som beskrevs av Lucena 2007. Roeboides sazimai ingår i släktet Roeboides och familjen Characidae. Inga underarter finns listade i Catalogue of Life.